# 金涵畲族乡
金涵畲族乡是中华人民共和国福建省宁德市蕉城区下辖的一个民族乡。

## 行政区划
金涵畲族乡下辖以下村级行政区划单位：
金溪社区、金榕社区、浮坪村、高乾村、菰洋村、后溪村、金峰村、金涵村、井上村、里占村、濂坑村、琼堂村、上茶洋村、上金贝村、上兰村、亭坪村、院后村和中前村。